# Побег Кинг-Конга
«Побег Кинг-Конга» (англ. King Kong Escapes) — художественный фильм 1967 года совместного производства Японии и США, фантастический фильм, снятый режиссёром Исиро Хондой. Один из фильмов о Кинг-Конге, также здесь впервые появляется Горозавр. Фильм основан на мультсериале «The King Kong Show».

## Сюжет
Злой гений Доктор Кто создал робота Конга (которого в японской версии фильма называют также Механи-Конг), чтобы добывать радиоактивный «Элемент X». Робот терпит неудачу. Тем временем исследовательская подводная лодка посещает остров Мондо. Экспедиция выясняет, что Кинг-Конг вовсе не легенда, а реальное существо. Конг спасает членов экспедиции от атаковавших их Горозавра и морского змея. Доктор Кто похищает Кинг-Конга с его острова и гипнотизирует его, чтобы тот находил и добывал для него «Элемент X». Но Кинг-Конг вырывается и уплывает в Токио. В итоге Кинг-Конг и Механи-Конг борются на Токийской телевизионной башне, а на чаше весов этой борьбы находится судьба города.

## В ролях
- Родес Рисон
- Мие Хама
- Линда Миллер
- Акира Такарада
- Эйсэй Амамото
- Пол Фрис
- Сёити Хиросэ
- Эндрю Хьюз
- Тору Ибуки
- Надао Кирино

## В других странах
В США прокат фильма открылся в июне 1968 года. В Америке фильм получил смешанные, но в основном положительные отзывы от критиков.
В разных странах фильм выходил под другими названиями:
- Кинг-Конг: сын Франкенштейна (Германия);
- Месть Кинг-Конга (Бельгия);
- Кинг-Конг, гигант леса (Италия);
- Гнев чудовищ (Турция);
- Возвращение Кинг-Конга (Мексика);
- Кинг-Конг на Острове террора (Финляндия);
- Кинг-Конг на Террористском острове (Швеция).

В Японии фильм вышел под названием «Kingu Kongu no gyakushû».